# Burg Bertherode
Die Burg Bertherode ist eine abgegangene Höhenburg auf der ansteigenden Anhöhe „Kesselberg“ bei 285 m ü. NN (Flurname: „auf der viereckigen Platte“) etwa 2000 Meter nordwestlich der Altstadt von Melsungen im Schwalm-Eder-Kreis in Hessen.
Die Burg war Sitz der Herren von Bertherode. Die Ritter Berthold und Konrad von Bertherode waren Gefolgsleute Hermanns von Spangenberg. Die Burg wurde vermutlich bereits zur Zeit von Landgraf Heinrich I. von Hessen zwischen 1247 und 1263 zerstört und nicht wieder aufgebaut. Von der ehemaligen Burganlage sind keine Reste erhalten. 
Im Umfeld der Burg lag das Ende des 16. Jahrhunderts wüst gefallene Dorf Bert(h)erode, dass 1254 urkundlich erstmals erwähnt wurde. 